# Autovía de Romica
La Autovía de Romica es una autovía urbana de la ciudad española de Albacete que la comunica con el polígono industrial Romica, una de las zonas industriales más importantes de la capital.
Construida sobre la N-322, conecta la Circunvalación Oeste de Albacete y la autovía A-31 (Madrid-Alicante/Valencia) con el polígono industrial Romica, así como con otras áreas residenciales e industriales del norte de la ciudad. Tiene 4,5 km de longitud. Fue puesta en servicio en 2012.

## Tramo
| Denominación | Tramo                                 | Año servicio | km  |
| ------------ | ------------------------------------- | ------------ | --- |
| N-322        | Albacete - Polígono Industrial Romica | 2012         | 4,5 |